# Marie-Christine Umdenstock
Marie-Christine Umdenstock (* 29. Februar 1964 in Deutschland) ist eine ehemalige französische Fußballspielerin.

## Vereinskarriere
Die in Deutschland geborene Marie-Christine Umdenstock zog mit ihren Eltern früh ins Elsass, wo sie bei der ASPTT Strasbourg Fußball spielte, und zwar spätestens ab 1983 für deren erste Frauenelf. Als Umdenstocks Team zu Beginn der Saison 1984/85 mit Michèle Wolf einen hochkarätigen Zugang verzeichnen konnte, verfehlte es den Einzug ins Halbfinale der damals noch in einer Mischung aus Gruppenspiel- und K.-o.-Modus ausgetragenen Landesmeisterschaft nur um Haaresbreite.
Die Abwehrspielerin wechselte gleich anschließend zum FC Lyon, für den sie die nächsten 15 Jahre spielte und wo sie auch zur Nationalspielerin wurde (siehe unten). Mit Lyon gewann sie insgesamt vier französische Meistertitel, den ersten 1991 und die weiteren 1993, 1995 und 1998, nachdem der Landesverband eine eingleisige oberste Frauenliga, das Championnat National 1 A, geschaffen hatte. Für Marie-Christine Umdenstock, die während der 1990er Jahre auch Spielführerin des FCL war, war für diese Erfolge die Eingespieltheit der Frauen, aber „vor allem die außerordentliche Solidarität innerhalb des Kaders“ verantwortlich. Zu ihren Mitspielerinnen gehörten französische Nationalspielerinnen wie Emmanuelle Sykora, Cécile Locatelli, Jocelyne Gout und Hoda Lattaf, aber für eine aus Verletzungsgründen nicht einmal komplette Saison auch die Russin Irina Olegowna Grigorjewa. Neben dem Fußball, der im Frauenbereich seinerzeit noch ein reiner Amateursport war, arbeitete Umdenstock als Bürokauffrau im Autohandel eines Vereinssponsors.
Mit 36 wollte sie sportlich etwas kürzertreten und schloss sich im Jahr 2000 dem SC Caluire Saint-Clair an, einem Zweitligisten aus der Nachbarschaft Lyons. Zehn Monate später stand ihre Mannschaft als Aufsteiger fest, und Marie-Christine Umdenstock kehrte noch einmal in die höchste Spielklasse zurück. Diese Saison 2001/02 beendete der SCCSC abgeschlagen als Schlusslicht; auch im erstmals ausgetragenen Landespokalwettbewerb schied Umdenstocks Elf schon im Sechzehntelfinale gegen die Ligakonkurrentinnen des HSC Montpellier aus. Anschließend beendete sie ihre Karriere.

### Stationen
- ASPTT Strasbourg (bis 1985)
- FC Lyon (1985–2000)
- SC Caluire Saint-Clair (2000–2002, davon 2000/01 in D2)

## In der Nationalelf
Marie-Christine Umdenstock debütierte im März 1986 bei einem 3:1-Sieg gegen die gastgebenden Belgierinnen in der französischen A-Nationalmannschaft, als Trainer Francis Coché sie knapp zehn Minuten vor dem Abpfiff für ihre ehemalige Vereinskameradin Michèle Wolf einwechselte. Es dauerte dann gut anderthalb Jahre, ehe sie unter Cochés Nachfolger Aimé Mignot zu ihrem zweiten Einsatz kam, erneut in Belgien und diesmal in der Startformation. Ab diesem Zeitpunkt war sie aus der Nationalelf nicht mehr wegzudenken und absolvierte bis zum Mai 1992 insgesamt 36 Länderspiele ohne einen eigenen Torerfolg. Dabei spielte sie ganz überwiegend in der zentralen Abwehr; neben ihr in der Innenverteidigung standen besonders häufig Nathalie Tarade oder Sophie Ryckeboer-Charrier, dazu als Außenverteidigerin ihre Lyoner Mitspielerin Véronique Nowak. Weshalb Mignot Umdenstock, die in den Jahren danach im Verein ja noch höchst erfolgreich spielte, ab Mitte 1992 nie mehr berief, sondern auf die Achse Diacre–Locatelli setzte, ist nicht bekannt.
Während dieser Jahre hatten sich die Französinnen nicht für die Endrunde eines kontinentalen Turniers qualifizieren können. In der Qualifikation zur Europameisterschaft 1989 in Deutschland war Marie-Christine Umdenstock diesem Ziel noch am nächsten gekommen, als die Französinnen Gruppensieger geworden waren, dann aber in den beiden Play-offs an Italien scheiterten, wobei ihre Gegenspielerin Carolina Morace drei der vier italienischen Tore erzielte. Gegen Frauschaften aus dem deutschsprachigen Raum hat sie lediglich eine Partie bestritten – das war im März 1991, als Frankreich durch Treffer von Heidi Mohr und Silvia Neid mit 0:2 gegen Deutschland unterlag.

## Palmarès
- Französische Meisterin: 1991, 1993, 1995, 1998 (und Vize 1994)
- 36 A-Länderspiele, kein Tor für Frankreich